# Конапасаёль
Конапасаёль, Кокошпасаёль — река в России, протекает по Сосногорскому району Республики Коми. Устье реки находится в 59 км от устья реки Нибель по правому берегу. Длина реки составляет 25 км.
Исток реки в болотах в 12 км к северо-востоку от посёлка Дорожный. Река течёт на север, всё течение проходит по ненаселённому заболоченному таёжному лесу. Впадает в Нибель в урочище Шомесова.

## Данные водного реестра
По данным государственного водного реестра России относится к Двинско-Печорскому бассейновому округу, водохозяйственный участок реки — Печора от истока до водомерного поста у посёлка Шердино, речной подбассейн реки — Бассейны притоков Печоры до впадения Усы. Речной бассейн реки — Печора.
Код объекта в государственном водном реестре — 03050100112103000060665.